# Moon Pix
Moon Pix è il quarto album della cantautrice statunitense Chan Marshall, meglio nota con lo pseudonimo di Cat Power.

## Realizzazione
Pubblicato il 22 settembre del 1998 dall'etichetta Matador Records, il disco venne registrato presso il Sing Sing Studios di Melbourne, in Australia, con la collaborazione del chitarrista Jim White e del batterista Mick Turner (entrambi nei Dirty Three).
Come nel caso degli altri lavori della cantautrice statunitense, anche in questo disco, le session di registrazione vennero effettuate senza l'ausilio di un vero e proprio produttore ma con la sola collaborazione di un ingegnere del suono. In questa occasione, attraverso Jim White, venne contattato l'australiano Matt Voigt che, in cinque giorni, a partire dal 2 gennaio del 1996, registrò e mixò il disco: "Non sapevo nulla di lei, tranne che voleva iniziare a registrare il giorno di Capodanno, il che era fuori questione e quindi abbiamo organizzato per iniziare il 2 di gennaio."
Nel brano di apertura, American Flag, venne inserito un sample di batteria (rallentato e mandato al contrario) tratto dalla canzone Paul Revere, contenuta nell'album di debutto del gruppo hip hop, Beastie Boys. Secondo Voigt, Marshall è apparsa con una copia della canzone dell'album nella sua borsa, e ha chiesto un "reverse beat drum", su cui poi ha registrato. Il credit di questo sample non è presente sul disco.
Con la sola eccezione del brano tradizionale americano The Moonshiner, tutte le tracce vennero composte dalla stessa Cat Power nell'autunno del 1997 nel casale abitato con l'allora fidanzato, Bill Callahan, nella Carolina del Sud. "Fui svegliata da qualcuno nel campo dietro casa mia" spiegò Chan intervistata "La terra cominciò a tremare, e spiriti oscuri si infrangevano contro ogni finestra di casa. Mi sono svegliata e avevo il mio gattino accanto a me...e ho cominciato a pregare Dio di aiutarmi...Così sono corsa a prendere la mia chitarra, per cercare di distrarmi. Ho dovuto accendere le luci e cantare rivolta a Dio. Avevo con me un registratore e quindi ho registrato i successivi sessanta minuti. Ecco dove ho preso il disco."
Anche se nessun singolo venne estratto dall'album, per la canzone Cross Bones Style venne realizzato un videoclip, diretto da Brett Vapnek.

## Tracce
1. American Flag – 3:30
2. He Turns Down – 5:39
3. No Sense – 4:50
4. Say – 3:24
5. Metal Heart – 4:02
6. Back of Your Head – 3:43
7. The Moonshiner – 4:50 (traditional)
8. You May Know Him – 2:46
9. Colors and the Kids – 6:35
10. Cross Bones Style – 4:32
11. Peking Saint – 2:28

## Musicisti
- Cat Power - voce, chitarra, piano
- Mick Turner - chitarra
- Andrew Entsch - basso
- Belinda Woods - flauto
- Jim White - batteria